# Pedicularis chroorrhyncha
Pedicularis chroorrhyncha är en snyltrotsväxtart som beskrevs av Aleksei Ivanovich Vvedensky. Pedicularis chroorrhyncha ingår i släktet spiror, och familjen snyltrotsväxter. Inga underarter finns listade i Catalogue of Life.